# José Luandino Vieira
José Luandino Vieira, cu pseudonimul literar José Vieira Mateus da Graça, (n. 4 mai 1935, Republica Populară Chineză) e un scriitor angolez născut în Portugalia. În 2006 a refuzat Premiul Camões ce se acordă în fiecare an celor mai reușite opere literare scrise în limba portugheză.